# Alsópáhok
Alsópáhok è un comune dell'Ungheria di 1.254 abitanti (dati 2001). È situato nella contea di Zala.